# Flip Gehring

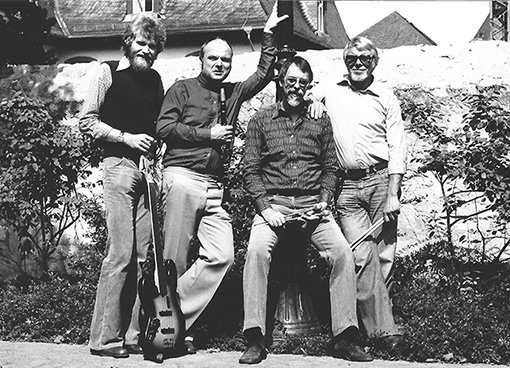
Swingtett mit (von links) Jann Meyer, Dietrich Geldern, Flip Gehring, Bernhard Gauer

Flip Gehring (* 28. Juni 1929; † 9. August 2013) war ein niederländischer Jazzmusiker (Vibraphon, Piano, auch Tenorsaxophon), der lange im Rhein-Main-Gebiet lebte.
Gehring gehörte elf Jahre zum Sextett von Helmut Weglinski, mit dem er zwischen 1956 und 1966 in sechs Aufnahmesitzungen für die Labels Columbia, Brunswick, Amiga und Philips aufnahm. Er fungierte dort bei Bedarf auch als Klarinettist, Gitarrist und Schlagzeuger. Seit den 1970er Jahren leitete er eigene Bands. Wolfgang Dohl zog sein Trio auch zu Aufnahmen für seine Lufthansa Swing Party heran, die bei der Airline zur Bordunterhaltung zur Verfügung stand. Wiederholt spielte er bei der Schellack Party von Alexander Loulakis, die auch über hr4 ausgestrahlt wurde. Zu seinem Swingtette, mit dem er regional tourte und im Jazzclub Rödermark auftrat, gehörten auch Siggi Gerhard und der französische Trompeter Patrick Artero. Weiterhin trat er mit dem Dietrich Geldern Swingtett und der New Orleans Connection Jazzband auf, mit der er auch international auf Tour war.